# Interestatal 255 (Illinois)
La Interestatal 255 (abreviada I-255) es una autopista interestatal ubicada en el estado de Illinois. La autopista inicia en el sur desde la I 55  , I 270   en Mehville hacia el norte en la I 270  , IL 255   en Pontoon Beach. La autopista tiene una longitud de 49,6 km (30.82 mi).

## Mantenimiento
Al igual que las carreteras estatales, las carreteras federales, la Interestatal 255 es administrada y mantenida por el Departamento de Transporte de Illinois por sus siglas en inglés IDOT.

## Cruces
La Interestatal 255 es atravesada principalmente por la  US 50  I 64  US 40  I 70 .